# Liste der denkmalgeschützten Objekte in Straßwalchen
Die Liste der denkmalgeschützten Objekte in Straßwalchen enthält die 13 denkmalgeschützten, unbeweglichen Objekte der Gemeinde Straßwalchen.

## Denkmäler
| Foto  |                 | Denkmal                                                                            | Standort                                           | Beschreibung | Metadaten |
| ----- | --------------- | ---------------------------------------------------------------------------------- | -------------------------------------------------- | --- | --- |
| ja    | Datei hochladen | Kapelle hl. Familie in Jagdhub HERIS-ID: 16793 Objekt-ID: 13061                    | Standort KG: Bruckmoos                             | Die Kapelle in Jagdhub zu Ehren der Hl. Familie wurde 1896 durch den Stifter Simon Bahn und die Wohltäter Mathias und Maria Herzog sowie von der Dorfnachbarschaft Jagdhub erbaut. Am 13. Juni 1901 wurde sie von Pfarrer Georg Maier eingeweiht. Den Kreuzweg setzte Ezechiel Obkirchner, bezahlt von Mathias und Anna Krempler; die Glocken wurden von Mathias und Johann Herzog sowie Josef und Anna Neuhofer gestiftet. Das Fresko oberhalb der Eingangstür stammt von einem unbekannten Künstler, der sich 1946 als Flüchtling in Jagdhub aufhielt.              | BDA-Hist.: Q37830745 Status: § 2a Stand der BDA-Liste: 2025-06-30 Name: Kapelle hl. Familie in Jagdhub GstNr.: .222 Kapelle hl. Familie in Jagdhub                                |
| ja    | Datei hochladen | Kapelle Watzlberg HERIS-ID: 16790 Objekt-ID: 13058                                 | Standort KG: Haselreith                            | Die Kapelle mit Dachreiter wurde 1811 erbaut und Anfang des 20. Jahrhunderts erneuert. Der barockisierende Pfeileraltar stammt aus der 2. Hälfte des 19. Jahrhunderts. | BDA-Hist.: Q37830647 Status: § 2a Stand der BDA-Liste: 2025-06-30 Name: Kapelle Watzlberg GstNr.: 521 Kapelle Watzlberg                                                           |
| ja    | Datei hochladen | Kapelle Rattensam HERIS-ID: 16784 Objekt-ID: 13052                                 | in Rattensam Standort KG: Irrsdorf                 | Die Kapelle mit barockisierendem Altar im Inneren wurde 1871 errichtet. | BDA-Hist.: Q37830603 Status: § 2a Stand der BDA-Liste: 2025-06-30 Name: Kapelle Rattensam GstNr.: 3330                                                                            |
| ja    | Datei hochladen | Kapelle HERIS-ID: 16780 Objekt-ID: 13048                                           | Standort KG: Irrsdorf                              | Bildstock Schmerzensmutter vor der Filialkirche Irrsdorf. | BDA-Hist.: Q63986216 Status: § 2a Stand der BDA-Liste: 2025-06-30 Name: Kapelle GstNr.: 3721 Bildstock mit Pietà (Friedhof Irrsdorf)                                              |
| ja    | Datei hochladen | Kapelle HERIS-ID: 16781 Objekt-ID: 13049                                           | Standort KG: Irrsdorf                              | Kapellennische Grabstätte Herzog in der Friedhofsmauer der Filialkirche Irrsdorf. | BDA-Hist.: Q63986217 Status: § 2a Stand der BDA-Liste: 2025-06-30 Name: Kapelle GstNr.: 3721 Kapellennische Herzog (Friedhof Irrsdorf)                                            |
| ja    | Datei hochladen | Kath. Filialkirche Mariae Himmelfahrt in Irrsdorf HERIS-ID: 16782 Objekt-ID: 13050 | Irrsdorfer Kirchenstraße Standort KG: Irrsdorf     | Schon im 8. Jahrhundert soll hier eine Kirche bestanden haben. Der jetzige Bau wurde 1408 eingeweiht. Die geschnitzten Türflügel datieren aus diesem Jahr. Der Marienaltar (1520) des Meisters von Irrsdorf ist heute im Salzburg Museum. Die Neuausstattung stammt von Meinrad Guggenbichler (Hochaltar 1684, Nebenaltäre 1689). Der Altar der Leonhardskapelle wurde 1714 geschaffen, der Turm stammt von 1749. In der Kirche befindet sich das Grabrelief eines römischen Reiters.                                                                                 | BDA-Hist.: Q1673209 Status: § 2a Stand der BDA-Liste: 2025-06-30 Name: Kath. Filialkirche Mariae Himmelfahrt in Irrsdorf GstNr.: 3721 Filialkirche Mariae Himmelfahrt in Irrsdorf |
| ja    | Datei hochladen | Außerroid-Kapelle HERIS-ID: 16791 Objekt-ID: 13059                                 | gegenüber Außerroid 4 Standort KG: Irrsdorf        | Die Kapelle in Außerroid ist 1874 von den Bauern am Schwabengut, am Lippenbauerngut und am Tonibauerngut erbaut worden. Von Fürsterzbischof Maximilian Joseph von Tarnóczy wurde die Messlizenz verliehen und die Kapelle wurde vom Provisor Josef Brötz am 22. Juli 1875 zur Ehren unserer lieben Frau geweiht. Der Kreuzweg wurde am 28. November 1875 benediziert. Zwischen 1981 und 1986 wurde die Kapelle samt Altar und Kreuzweg unter Leitung von Sepp Voithofer und aus Mitteln der Gemeinde Straßwalchen sowie der Familien Schindegger und Mayer renoviert. | BDA-Hist.: Q37830680 Status: Bescheid Stand der BDA-Liste: 2025-06-30 Name: Außerroid-Kapelle GstNr.: .202 Außerroid-Kapelle, Irrsdorf                                            |
| ja    | Datei hochladen | Weilerkapelle in Steindorf HERIS-ID: 16779 Objekt-ID: 13047                        | Hauptstraße 11, bei Standort KG: Straßwalchen Land | Die Kapelle mit Dachreiter wurde 1858 erbaut und 1980 erneuert. | BDA-Hist.: Q37830472 Status: Bescheid Stand der BDA-Liste: 2025-06-30 Name: Weilerkapelle in Steindorf GstNr.: .239 Weilerkapelle in Steindorf                                    |
| ja    | Datei hochladen | Kath. Pfarrkirche hl. Martin HERIS-ID: 16794 Objekt-ID: 13062                      | Kirchengasse Standort KG: Straßwalchen Markt       | Die Pfarrkirche steht, vom ummauerten Friedhof umgeben, auf einer Anhöhe südöstlich über dem Ort. Die spätgotische Saalkirche wurde durch barocke Seitenschiffe zur Staffelhalle erweitert. Der spätgotische Südturm weist einen barocken Achteckaufsatz mit Zwiebelhelm auf. Im Inneren sind an der Chornordwand spätgotische Wandmalereien erhalten. Der Hochaltar stammt aus dem Jahr 1675; die Seitenaltäre und etliche Heiligenfiguren sind spätbarock. | BDA-Hist.: Q32824676 Status: § 2a Stand der BDA-Liste: 2025-06-30 Name: Kath. Pfarrkirche hl. Martin GstNr.: 182 Pfarrkirche hl. Martin, Straßwalchen                             |
| ja    | Datei hochladen | Befestigungsanlage, Schanze am Kirchhügel HERIS-ID: 16808 Objekt-ID: 13076         | Kirchengasse 8 Standort KG: Straßwalchen Markt     | Befestigung aus der Zeit der Bauernkriege (1626). Die beiden Linden auf der Schanze sind als Naturdenkmal ausgewiesen. | BDA-Hist.: Q16856626 Status: Bescheid Stand der BDA-Liste: 2025-06-30 Name: Befestigungsanlage, Schanze am Kirchhügel GstNr.: 176/1                                               |
| ja    | Datei hochladen | Pfarrhof HERIS-ID: 16796 Objekt-ID: 13064                                          | Kirchengasse 8 Standort KG: Straßwalchen Markt     | Der Pfarrhof und das Mesnerhaus südöstlich der Pfarrkirche stammen aus der 1. Hälfte des 18. Jahrhunderts. Im 19. Jahrhundert wurden die beiden Gebäude verbunden, wodurch eine Dreiflügelanlage entstand. | BDA-Hist.: Q37830955 Status: § 2a Stand der BDA-Liste: 2025-06-30 Name: Pfarrhof GstNr.: 176/1 Pfarrhof Straßwalchen                                                              |
| ja    | Datei hochladen | Wirtschaftsgebäude des Pfarrhofs HERIS-ID: 16795 Objekt-ID: 13063                  | Kirchengasse 11 Standort KG: Straßwalchen Markt    | Das ehemalige Wirtschaftsgebäude ist mit einer neuzeitlichen Garage überbaut. Im Keller befinden sich aber noch die originalen Gewölbe mit einer Mittelsäule und der Jahreszahl 1550. | BDA-Hist.: Q37830835 Status: Bescheid Stand der BDA-Liste: 2025-06-30 Name: Wirtschaftsgebäude des Pfarrhofs GstNr.: 176/1 Pfarrhof Straßwalchen                                  |
| ja BW | Datei hochladen | Wohn- und Geschäftshaus HERIS-ID: 16786 Objekt-ID: 13054                           | Marktplatz 5 Standort KG: Straßwalchen Markt       | | BDA-Hist.: Q37830632 Status: Bescheid Stand der BDA-Liste: 2025-06-30 Name: Wohn- und Geschäftshaus GstNr.: .29 Löchlbogenhaus                                                    |